# 松江市河
松江市河是中國上海市松江區一條東西流向的河流，該河流向西流入油墩港，向東至蒋泾桥與人民河相連。該河全长3.7公里。原本的松江市河，东至松江东门，西至秀春塘。1958至1982年期間，松江东门至蒋泾桥的河段被填平，松江市河只剩人民河至秀春塘一段的河流。1994年，一段油墩港至秀春塘的其他河流併入松江市河。